# Metacomet-Monadnock Trail
Le Metacomet-Monadnock Trail est un sentier de randonnée de près de 183 km qui traverse sur sa portion sud l'arête montagneuse du Metacomet Ridge en partant du Massachusetts jusqu'au New Hampshire aux États-Unis. Bien qu'il soit assez proche de zones habitées, il est reconnu pour ses paysages naturels. Le sentier est agrémenté par de nombreux lieux d'intérêts historique, géologique et écologique. Parmi les curiosités se trouvent des cascades, des falaises, des forêts, des marais, des lacs, des zones cultivées ainsi que les sommets du Mont Monadnock et du Mont Tom.
Le sentier est entretenu en grande partie grâce aux efforts du Appalachian Mountain Club. Le National Park Service étudie la possibilité de l'élever au rang de National Scenic Trail sous l'appellation de New England National Scenic Trail. 

## Description
Le sentier débute à la frontière entre le Connecticut et le Massachusetts. Dans ce dernier État, il traverse les comtés de Hampden, Hampshire, Franklin, et Worcester ainsi que celui de Cheshire dans le New Hampshire. Son extrémité méridionale se trouve sur la West Suffield Mountain non loin de la cité de Springfield. L'extrémité septentrionale se trouve au Mont Monadnock. Le Metacomet Trail continue le sentier vers le Connecticut et le Monadnock-Sunapee Greenway Trail dans le New Hampshire.
Parmi les autres grands sentiers qui rejoignent le Metacomet-Monadnock Trail se trouvent le Robert Frost Trail et le Tully Trail,. 
Le sentier est principalement apprécié pour la randonnée à pieds ou en raquettes à neige en hiver. Des portions sont également employées pour la chasse, la pêche, le cheval, des sports nautiques, l'escalade ou le vélo tout terrain et le ski de fond,,.

### Milieu naturel et géologie
Le tracé se caractérise par deux zones spécifiques. Au sud se trouve le Metacomet Ridge alors qu'au nord se trouve un plateau élevé dénommé Upland plateau.

#### The Metacomet Ridge

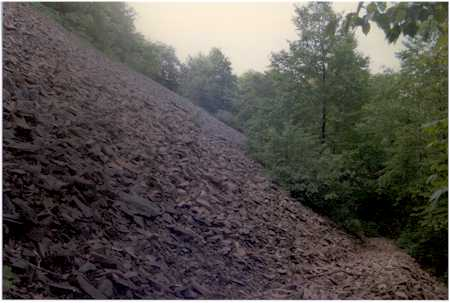
Bare Mountain (Massachusetts).

Au sud, le sentier traverse une partie de l'arête montagneuse du Metacomet Ridge qui s'étend du Long Island Sound à la frontière avec le Vermont. Ces petites montagnes s'élèvent à quelques centaines de mètres au maximum au-dessus de la vallée du fleuve Connecticut. Le Mont Tom, avec ses 366 mètres de haut est le point culminant du sentier dans cette région. Ces montagnes offrent des panoramas sur les zones voisines. Différentes plantes et animaux rares dans la région vivent dans ces montagnes qui sont également un couloir de migration pour de nombreux oiseaux de proie.

#### Plateau élevé

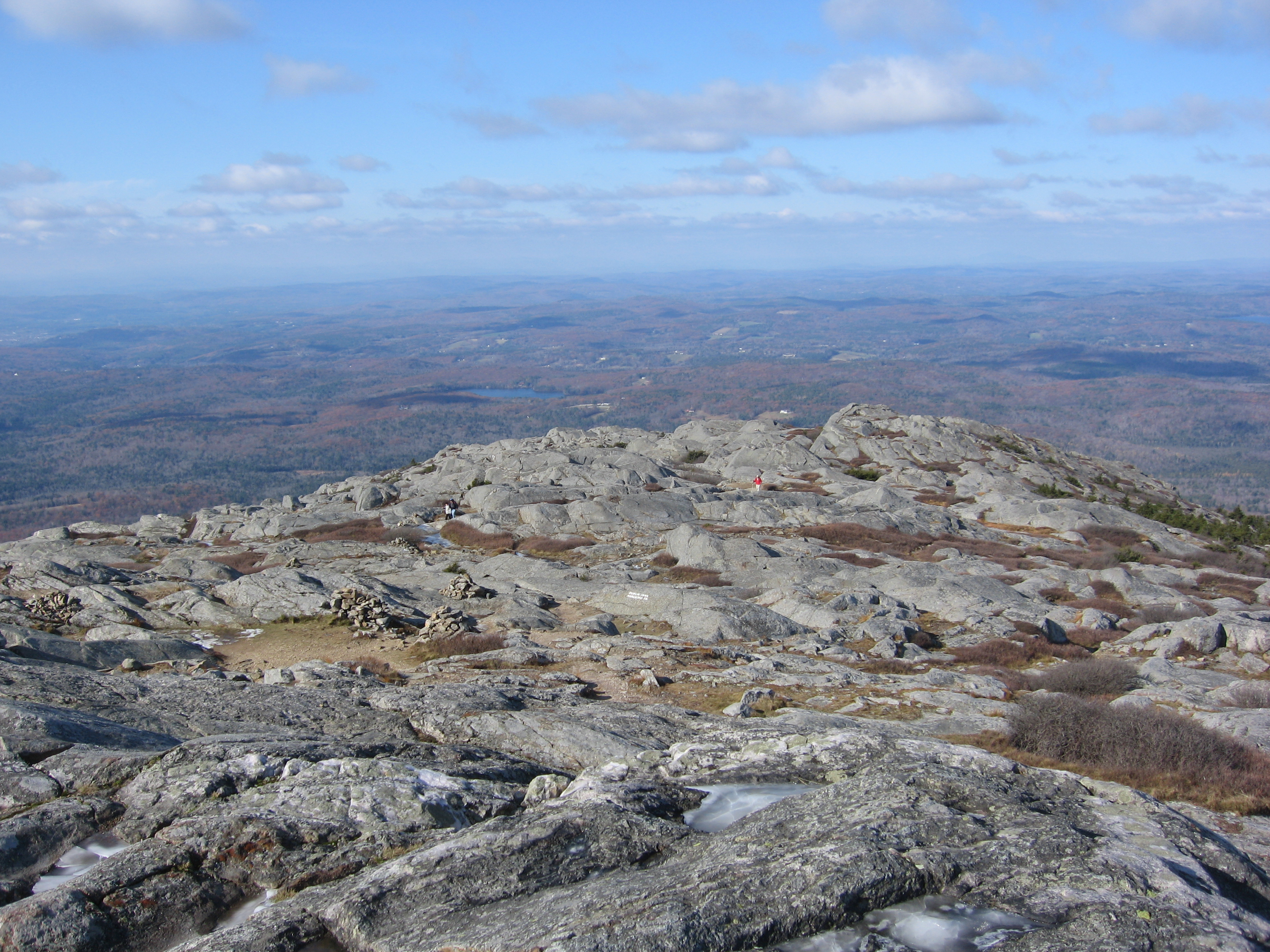
Sommet du Mont Monadnock.

Le nord du sentier est un plateau élevé avec plusieurs montagnes élevées dont le mont Monadnock qui culmine à près de 965 mètres.

### Localités traversées
Du sud au nord, le sentier traverse les localités d'Agawam, Southwick, Westfield,  West Springfield,  Holyoke,  Easthampton, Hadley, South Hadley, Amherst,  Granby,  Belchertown,  Pelham, Shutesbury, Leverett, Wendell, Erving,  Northfield, Warwick, Royalston, Richmond, Fitzwilliam, Troy et Jaffrey.

## Histoire
Le Metacomet-Monadnock Trail tire l'origine de son nom de ces deux extrémités nord et sud. Le mont Monadnock est à son extrémité nord tandis que le sentier du Metacomet Trail est sa prolongation dans l'État du Connecticut. Le nom Metacomet dérive de Metacom, un chef Amérindien de la tribu des Wampanoag. Monadnock est un terme géologique pour décrire une montagne isolée n'ayant pas une origine volcanique.
Le sentier est créé dans les années 1950 par le professeur Walter M. Banfield de l'Université du Massachusetts à Amherst en tant que prolongement du Metacomet Trail. Le sentier est construit en partie autour d'anciens sentiers ou en créant de nouvelles sections,,

## Sur le chemin
Le sentier est marqué par des rectangles blancs. Il est régulier et est considéré comme facile malgré quelques portions plus difficiles. Le sentier n'est jamais à plus de 2 ou 3 km d'une route publique. Néanmoins, le terrain accidenté rend certaines portions difficilement accessibles. On y trouve quelques zones pour le camping.
Le climat est le même que celui du Massachusetts et du New Hampshire. Les conditions peuvent être dangereuses durant les périodes froides, venteuses ou orageuses surtout en hiver au niveau du sommet du mont Monadnock. En hiver, il est parfois nécessaire de s'équiper pour affronter la neige et la glace. Le randonneur devra également faire attention au tique du Cerf (vecteur de la maladie de Lyme). Le moccasin du Nord (Agkistrodon contortrix mokasen) est un serpent venimeux rare mais présent dans le Metacomet Ridge. Le Sumac grimpant (Poison ivy) peut également causer des démangeaisons en cas de contact avec la peau. Au nord du tracé, il est également possible de croiser un ours noir,.

## Conservation et entretien

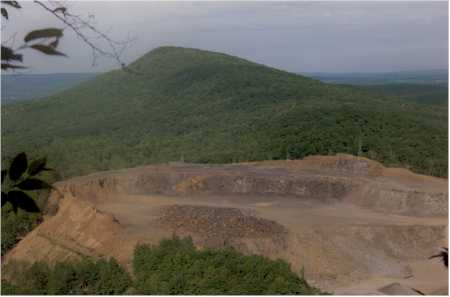
Carrière de pierres en exploitation sur la Round Mountain (1989).

Le sentier est entretenu par des bénévoles aidés par l'Appalachian Mountain Club. La nature que longe le sentier est préservée par des organismes tels que les Trustees of Reservations, Mount Grace Land Conservation Trust, Friends of the Mt. Holyoke Range, Society for the Protection of New Hampshire Forests, Amherst Conservation Commission et le Commonwealth of Massachusetts,. Le sentier et son biotope sont entre autres menacés par l'extraction de carrières.   
Depuis 2000, le National Park Service étudie la possibilité de donner au sentier le titre de National Scenic Trail au sein d'un vaste sentier de randonnée dénommé New England National Scenic Trail qui regrouperait également le Mattabesett Trail et le Metacomet-Monadnock Trail.